# Fiordo di Spillane
Il fiordo di Spillane (in inglese Spillane Fjord) è un fiordo largo circa 3,4 km e lungo 10, situato davanti al ghiacciaio Crane, sulla costa di Oscar II, nella parte orientale della Terra di Graham, in Antartide. Le acque del fiordo hanno una profondità media di 1.000 m con una profondità massima, raggiunta nell'estremità occidentale del fiordo, di circa 1.250 m.

## Storia
L'esistenza del fiordo di Spillane è stata scoperta in seguito al collasso della piattaforma glaciale Larsen B, avvenuto nel 2002, ed al conseguente ritiro del ghiacciaio Crane. Il graduale rivelarsi del fiordo è stato documentato con immagini satellitari e esso fu visitato e studiato per la prima volta nell'aprile 2006 durante la crociera NBP06-03 del Programma Antartico degli Stati Uniti d'America (USAP). Il fiordo fu poi battezzato nel 2007 dal Comitato consultivo dei nomi antartici in onore di Joshua Spillane, un tecnico dell'USAP che perse la vita il 16 aprile 2006 nel canale di Drake, mentre la L.M. Gould, la nave sulla quale prestava servizio, stava viaggiando dalla Stazione Palmer, sull'isola Anvers, a punta Arenas, in Cile.